# Steve Spangler
Pour les articles homonymes, voir Spangler.
 (juillet 2020).
Si vous disposez d'ouvrages ou d'articles de référence ou si vous connaissez des sites web de qualité traitant du thème abordé ici, merci de compléter l'article en donnant les références utiles à sa vérifiabilité et en les liant à la section « Notes et références ».
Steve Spangler, né le 8 décembre 1966 à Denver, dans le Colorado, est un vulgarisateur scientifique, auteur et animateur de télévision américain.

## Biographie
Steve Spangler nait le 8 décembre 1966 à Denver. Il devient professeur de sciences et anime des émissions de télévision comme DIY Sci ou The Spangler Effect. 
Spangler a fondé Steve Spangler Science et Be Amazing Toys, la division de vente en gros de Steve Spangler Science. Il est le PDG de Steve Spangler Science et est le directeur créatif de Be Amazing Toys.
Spangler est l'auteur de sept livres: Down to a Science, Taming the Tornado Tube, Bounce No Bounce, Fizz Factor, Secret Science, Naked Eggs and Flying Potatoes, Fire Bubbles and Exploding Toothpaste. Spangler est également connu pour Sick Science! Chaîne YouTube, qui a reçu 170 millions de vues d'ici 2020. La chaîne contient des vidéos pédagogiques sur des expériences scientifiques simples à la maison ou en classe.
Spangler est apparu plusieurs fois dans The Ellen DeGeneres Show.

## Récompenses
Spangler a reçu un Heartland Emmy Award en 1997 pour sa contribution au programme télévisé News for Kids. En 2010, il a reçu un Heartland Emmy Award pour Spangler Science - Weather and Science Day à Coors Field. Spangler a également reçu un record du monde Guinness pour la plus grande leçon de physique.
Spangler a été intronisé au Speaker Hall of Fame de la National Speakers Association en 2010. En octobre 2011, Spangler a été sélectionné comme l'un des 100 partenaires initiaux pour l'initiative YouTube Original Channel et a reçu un financement pour la production d'une nouvelle programmation originale. L'émission YouTube de Spangler, The Spangler Effect, a débuté le 1er février 2012. 